# Steuersplitting I
| Fallbezeichnung:               | Vorlage eines Rechtsstreits durch das Finanzgericht München im Wege der konkreten Normenkontrolle |
| Geschäftszeichen / Fundstelle: | BVerfGE 6, 55                                                                                     |
| Folgegeschichte:               | Ehegattensplitting ab 1958                                                                        |

|  |

| keine |

Steuersplitting I ist die Entscheidung des Bundesverfassungsgerichts, die zur Einführung des Ehegattensplittings im Jahre 1958 führte. Die Entscheidung ist in mehrfacher Hinsicht bedeutsam:
- Das aus dem Jahre 1939 stammende Einkommensteuergesetz sah eine Zusammenveranlagung von Ehegatten vor dergestalt, dass zwei Steuerpflichtige zu einem Steuersubjekt zusammengefasst wurden. Erklärtes Ziel dieser Norm war eine Lenkung von verheirateten Frauen, keiner Erwerbstätigkeit nachzugehen. Dies erklärte das Gericht für verfassungswidrig.
- Das Gericht entwickelt gleichzeitig die Grundsätze zu vorkonstitutionellen Rechtsnormen aus der Zeit vor dem 23. Mai 1949 fort (siehe Art. 100 I GG).
- Das Gericht erläutert das systematische Verhältnis zwischen dem Schutz von Ehe und Familie (Art. 6 I GG) und der allgemeinen Gleichheit vor dem Gesetz (Art. 3 I GG).
- Die Entscheidung setzt für Eheleute den 1951 eingeführten Progressionstarif mit einem exponentiellen Prozentsteuersatz außer Kraft. Als Reaktion brachte 1958 die Regierung Adenauer ein Einkommensteuergesetz ein, mit einem Splitting, welches zur Tradition im deutschen Steuerrecht wurde.
- Infolge der Entscheidung wurde auch die Zusammenveranlagung von Eltern und Kindern für verfassungswidrig und nichtig erklärt: Einkommensteuergesetze 1951, 1953, 1955 und 1958 (→ Steuersplitting II[1])
- Die Entscheidung konkretisiert die Gleichberechtigung von Frau und Mann und die Vorgaben, die den Gesetzgeber binden.

## Materielle Aussagen
Der Entscheidung liegen folgende Detailaussagen zu Grunde:
- Art. 6 Abs. 1 GG ist nicht nur ein klassisches Abwehr-Grundrecht zum Schutze der spezifischen Privatsphäre von Ehe und Familie (→ Status Negativus), er ist auch eine Institutsgarantie sowohl für die Ehe als auch für die Familie. Darüber hinaus handelt es sich um eine Grundsatznorm, das heißt eine verbindliche objektive Wertentscheidung, die Exekutive und Gesetzgeber bei der Ausgestaltung von Normen bindet.
- Der Gestaltungsspielraum des Gesetzgebers wird durch Grundsatznormen begrenzt, in den für die Rechts- und Sozialordnung in Deutschland Wertentscheidungen der Verfassung ausgedrückt sind. Wird die Unvereinbarkeit einer Norm mit einer solchen speziellen Grundsatznorm festgestellt, ist für eine verfassungsrechtliche Prüfung dieser Norm unter dem Gesichtspunkt der Gleichheit vor dem Gesetz (Art. 3 Abs. 1 GG) kein Raum mehr.
- Er ist für den Gesetzgeber bindendes Verfassungsrecht, dass sich eine Beeinträchtigung von Ehe und Familie durch störende Eingriffe des Staates verbietet. Dazu gehört insbesondere die Schlechterstellung der Ehegatten im Vergleich zu Nicht-Verheirateten. Eine solche Schlechterstellung ergibt sich nicht allein aus der Zusammenveranlagung von Ehegatten zur Einkommensteuer, auch nicht allein aus der Einführung eines Progressionstarifs mit exponentiellen Prozentsteuersätzen. Jedoch führt die Kombination dieser Besteuerungsinstrumente zu einer Mehrbelastung und in diesem Sinne einer Schlechterstellung von Eheleuten allein wegen des Merkmals des Verheiratetseins.
- Art. 6 Abs. 1 GG ist auch ein Abwehr-Grundrecht und enthält die Freiheit der spezifischen Privatsphäre für Ehe und Familie. Er entspricht einer Leitidee der Verfassung, nämlich der grundsätzlichen Begrenztheit aller öffentlichen Gewalt in ihrer Einwirkungsmöglichkeit auf das freie Individuum. Aus diesem Gedanken folgt die Anerkennung einer Sphäre privater Lebensgestaltung, die staatlicher Einwirkung entzogen ist.[2] Zu dem Gehalt solcher privaten Entscheidungsfreiheit der Ehegatten gehört auch die Entscheidung darüber, ob eine Ehefrau sich ausschließlich dem Haushalt widmet, ob sie dem Manne im Beruf hilft oder ob sie eigenes marktwirtschaftliches Einkommen erwirbt.
- Der Gesetzgeber darf eine bestimmte Gestaltung der privaten Sphäre der Ehe nicht unmittelbar erzwingen. Ist ein solcher unmittelbarer Zwang verfassungswidrig, so kann dasselbe Ziel auch nicht geeignet sein, eine Maßnahme zu legitimieren, die, wie die Zusammenveranlagung mittelbar diesem Ziel dienen soll. Eine Rechtfertigung der Zusammenveranlagung scheitert daher mit dem Argument, es sei das Ziel, die „erwerbstätige Ehefrau ins Haus zurückzuführen“.
- Verfolgt der Gesetzgeber mit steuerrechtlichen Normen zugleich ein Edukationseffekt, muss dieser selbst der Verfassung entsprechen.

## Formelle Aussagen
Formell-rechtlich erweitert die Entscheidung die Grundsätze zum vorkonstitutionellen Recht:
- Eine unverändert gebliebene Gesetzesnorm ist kein vorkonstitutionelles Recht, wenn nach Inkrafttreten des Grundgesetzes das Parlament andere Normen desselben Gesetzes geändert hat und damit das ganze Gesetzeswerk in der alten Gestaltung belässt und mit seinem Willen bestätigt.
- Eine solche Norm kann nicht von jedem Gericht außer Anwendung gestellt werden, sondern kann nur durch das Verfassungsgericht überprüft und ggf. für nichtig erklärt werden. Neben den anderen Instrumenten zur Normüberprüfung (Verfassungsbeschwerde, abstrakte Normenkontrolle) ist ein Gericht bei der Entscheidung eines Rechtsstreits verpflichtet, diesen dem Verfassungsgericht gemäß Art. 100 I GG vorzulegen, wenn es von der Verfassungswidrigkeit der Norm überzeugt ist (konkrete Normenkontrolle).